# Bernardus Cornelis Franke
Bernardus Cornelis Franke, voor vrienden Bernard Franke, (Kapelle-Biezelinge, 22 oktober 1889 - Amsterdam, 26 oktober 1953) was een Nederlands politicus.
Hij was zoon van timmerman Bastiaan Franke en Maria Magdalena Quist. Hijzelf huwde in zijn Rotterdamse jaren met Wilhelmina Pols.
Hij vestigde zich eerst in Rotterdam en was er kantoorbediende op een drukkerij. Hij werd er vervolgens procureursbediende. Vanaf 1920 was hij in Amsterdam te vinden bij het Bureau van de Arbeid; hij werkte er als rechtskundig adviseur. Rond 1927 was hij bestuurder van de Centrale Nederlandse Arbeidersbond; hij zat de Amsterdamse afdeling daarvan voor. Hij was in de jaren dertig bevlogen socialist binnen de afdeling 6 SDAP binnen de gemeenteraad; hij was er ook enige tijd voorzitter. In 1939 werd hij Wethouder Volkshuisvesting en Openbare gezondheid (Ziekenhuiswezen). Hij kon destijds ook plaatsnemen in de Tweede Kamer der Staten-Generaal, maar bleef wethouder. In 1941 werd gearresteerd door de Duitse bezetter. Hij werd vrijgelaten en zette even zich in voor rechtskundige bijstand voor on- en minvermogenden gevestigd aan Oosteinde. In de oorlog moest hij zichzelf aan het werk houden. Na de Tweede Wereldoorlog pakte hij de draad weer op als nood-wethouder. Hij was van maart tot oktober 1946 waarnemend burgemeester van Amsterdam. Na het aantreden van Arnold d'Ailly bleef hij loco-burgemeester en werd weer wethouder (voor arbeidzaken en levenmiddelenvoorziening).
Hij overleed in een van de Amsterdamse ziekenhuizen en werd gecremeerd op Westerveld. Hij was ridder in de Orde van de Nederlandse Leeuw. Willem Gerard Hofker portretteerde hem rond 1950; Bep Sturm-van den Bergh maakte van hem een plaquette, die in 1956 bevestigd werd aan het hoekpand Nieuweweg en Middenweg. De Nieuweweg werd toen direct hernoemd in Wethouder Frankeweg, Franke had jarenlang op huisnummer 26 gewoond.